# Irfan Peljto

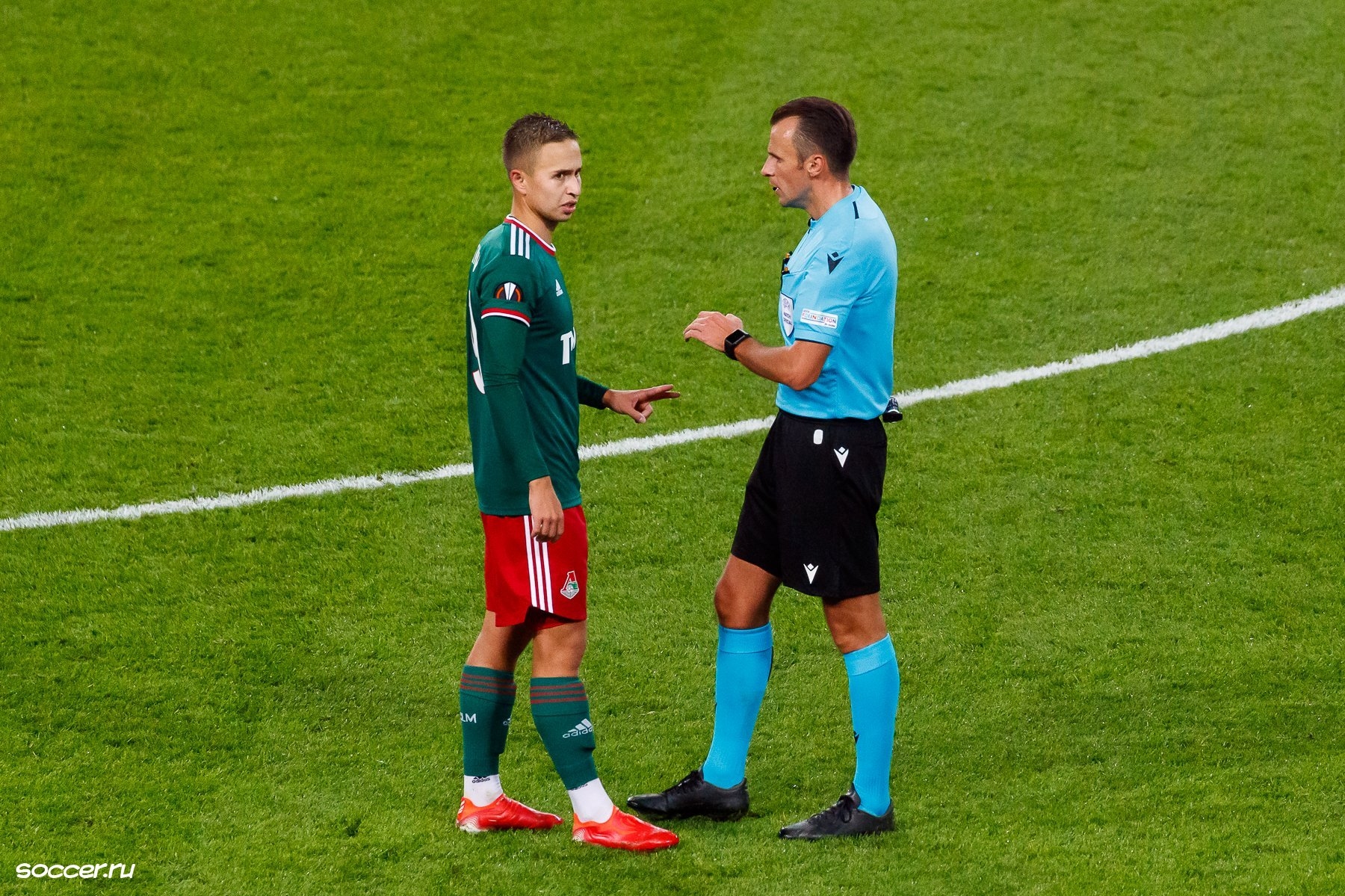
Irfan Peljto (2021)

Irfan Peljto (* 18. Juli 1984 in Sarajevo) ist ein bosnischer Fußballschiedsrichter.

## Werdegang
Seit 2015 steht er auf der Liste der FIFA-Schiedsrichter und leitet internationale Fußballspiele. Seit der Saison 2023/24 zählt er zur Gruppe der UEFA-Elite-Schiedsrichter.
In der Saison 2018/19 leitete Peljto erstmals ein Spiel in der Europa League, in der Saison 2021/22 erstmals Spiele in der Champions League. Zudem pfiff er bereits Partien in der Nations League, in der EM-Qualifikation für die Europameisterschaft 2021, in der europäischen WM-Qualifikation für die Weltmeisterschaft 2022 in Katar sowie Freundschaftsspiele.
Am 19. Mai 2022 leitete Peljto das Finale des bosnisch-herzegowinischen Fußball-Cups 2021/22 zwischen FK Sarajevo und FK Velež Mostar (0:0, 3:4 i. E.).
Zudem war er bei der U-19-Europameisterschaft 2019 in Armenien und bei der U-21-Europameisterschaft 2021 in Slowenien und Ungarn im Einsatz.
Im April 2024 wurde Peljto als Unterstützungsschiedsrichter für die Europameisterschaft 2024 in Deutschland nominiert.
Am 12. Mai 2025 wurde bekannt, dass Peljto das Finale der UEFA Conference League am 28. Mai 2025 zwischen Betis Sevilla und dem FC Chelsea in Breslau leiten wird.